# (33996) 2000 OK2
2000 OK2 (asteroide 33996) é um asteroide da cintura principal. Possui uma excentricidade de 0.18836450 e uma inclinação de 0.73386º.
Este asteroide foi descoberto no dia 28 de julho de 2000 por Paul G. Comba em Prescott.